# Mughr al-Mir
Mughr al-Mir (arab. مغر المير) – miejscowość w Syrii, w muhafazie Damaszek. W 2004 roku liczyła 588 mieszkańców.